# Castets-en-Dorthe
Castets-en-Dorthe ist eine Ortschaft und eine Commune déléguée in der französischen Gemeinde Castets et Castillon mit 1.251 Einwohnern (Stand: 1. Januar 2022) im Département Gironde in der Region Nouvelle-Aquitaine. 
Mit Wirkung vom 1. Januar 2017 wurde Castets-en-Dorthe mit der Nachbargemeinde Castillon-de-Castets zur Commune nouvelle Castets et Castillon fusioniert. Die Gemeinde gehörte zum Arrondissement Langon.

## Geographie
Der Ort liegt rund 45 Kilometer südöstlich von Bordeaux, Nachbarorte sind Saint-Martin-de-Sescas und Caudrot im Norden, Barie im Nordosten, Castillon-de-Castets im Südosten, Bieujac im Süden, Saint-Loubert im Westen sowie Saint-Pardon-de-Conques und Saint-Pierre-d’Aurillac im Nordwesten.
Das Gebiet wird vom Fluss Garonne und seinem Zufluss Beuve durchquert. Die Bassanne mündet ebenfalls in Castets-en-Dorthe in die Garonne.

## Schifffahrt
Nördlich des Ortes mündet der Schifffahrtskanal Canal latéral à la Garonne (deutsch: Garonne-Seitenkanal) in den Fluss Garonne. Der Garonne-Seitenkanal beginnt in Toulouse, wo er Anschluss an den Canal du Midi hat und endet bei Castets-en-Dorthe. Weiter stromabwärts ist die Garonne unmittelbar mit Schiffen befahrbar und erlaubt den Schiffen in Verbindung mit ihrem Mündungstrichter Gironde den Atlantischen Ozean zu erreichen. Der Schifffahrtsweg verbindet somit den Atlantik mit dem Mittelmeer und wird daher auch als Canal des Deux Mers bezeichnet. Heute ist die Frachtschifffahrt hier bedeutungslos geworden, Sport- und Hausboote nutzen diese Verbindung umso mehr und bilden eine touristische Einnahmequelle für die am Kanal liegenden Orte.

## Bevölkerungsentwicklung
| Jahr      | 1968 | 1975 | 1982 | 1990 | 1999 | 2006 | 2010 |
| Einwohner | 920  | 889  | 829  | 996  | 1124 | 1221 | 1211 |

## Sehenswürdigkeiten
- Kirche Saint-Romain aus dem 12. Jahrhundert im Ort Mazérac (Monument historique)[1]
- Kirche St-Louis, erbaut in den 1860er Jahren
- Schloss Le Hamel, ursprünglich aus dem 14. Jahrhundert (Monument historique)[2]
- Schloss Carpia

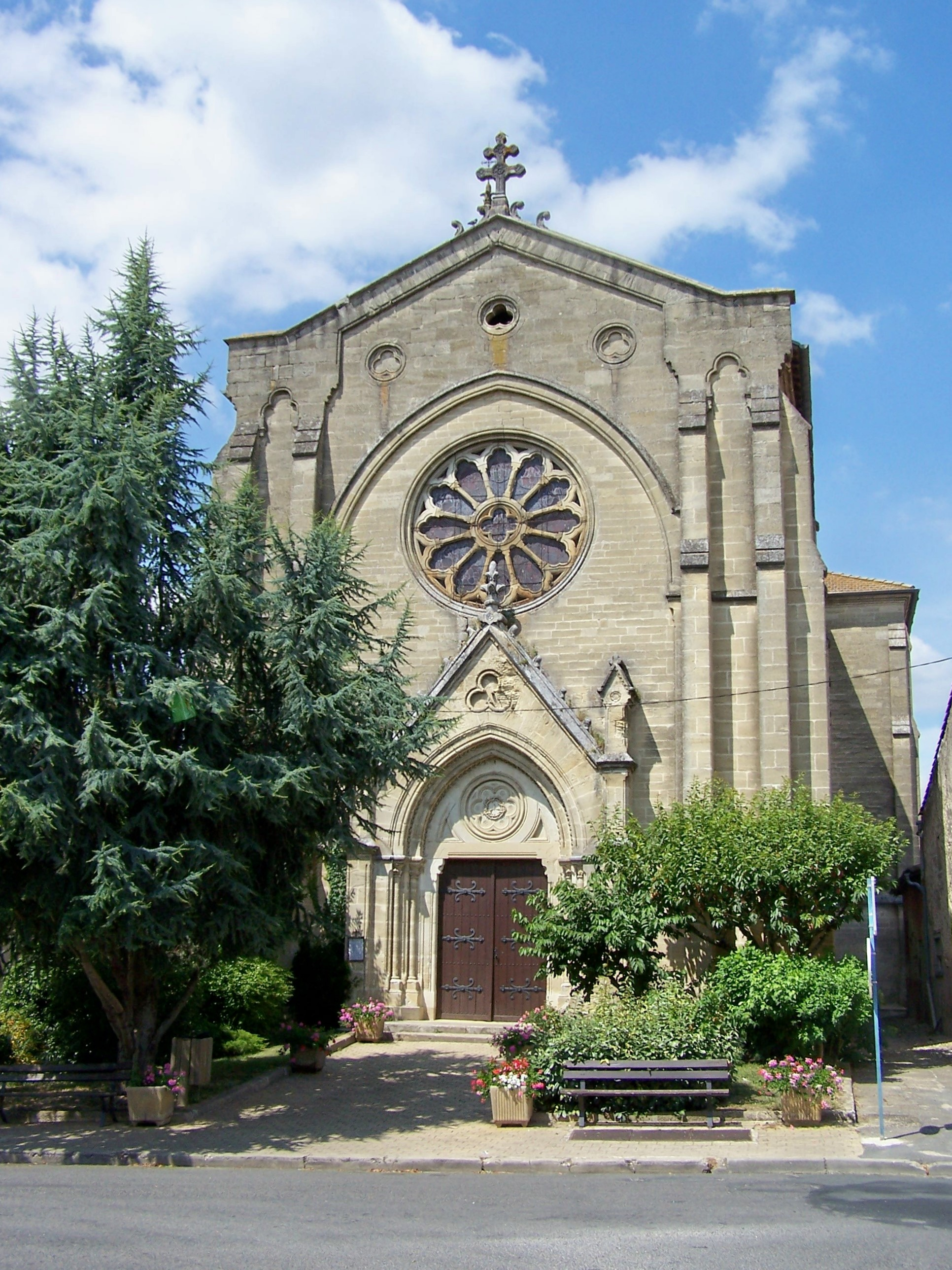
Kirche Saint-Louis
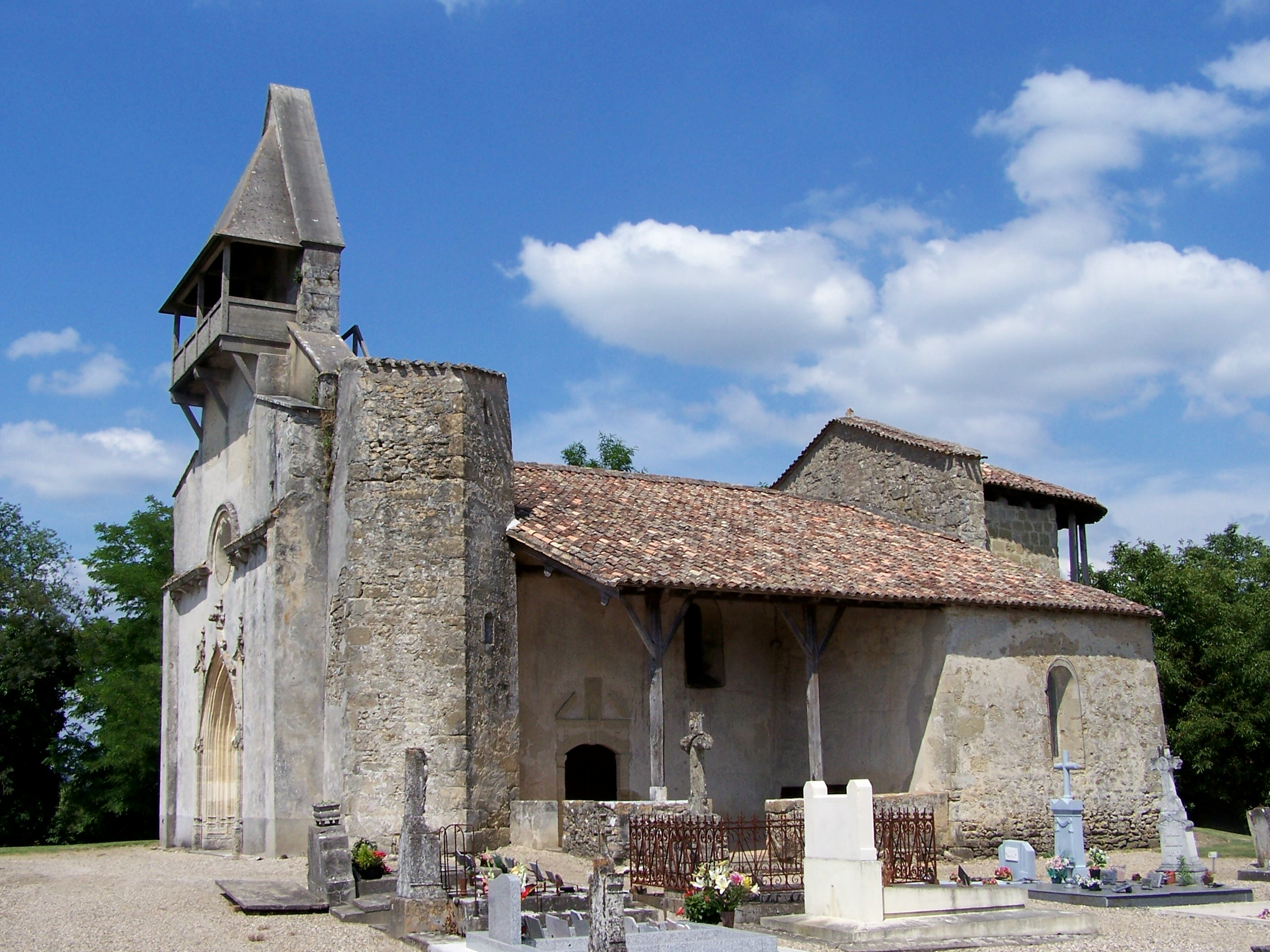
Kirche Saint-Romain in Mazérac
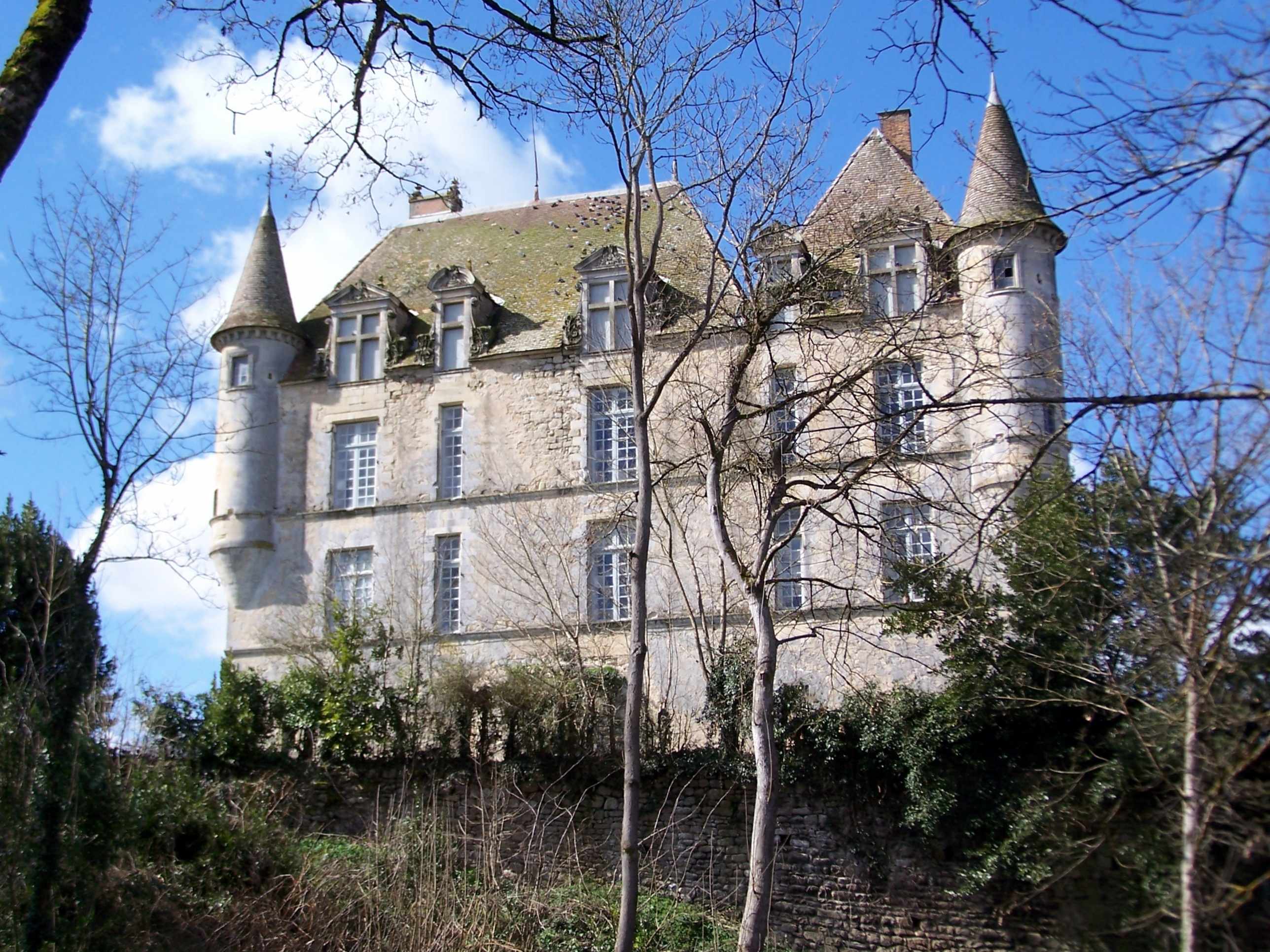
Schloss Hamel
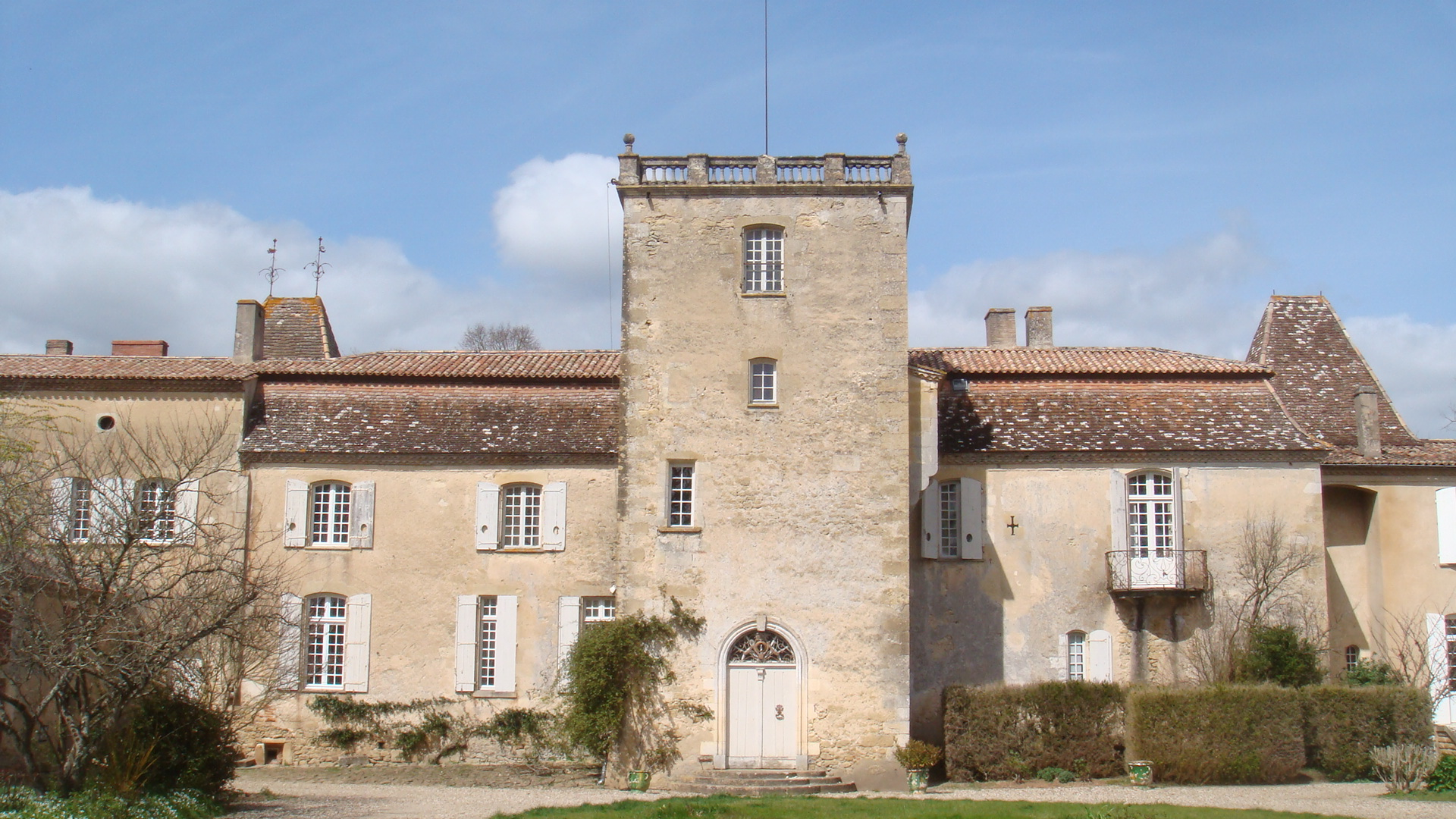
Schloss Carpia